# Щокино
Що́кино (рос. Щёкино) — присілок у складі Верховазького району Вологодської області, Росія. Входить до складу Чушевицького сільського поселення.

## Населення
Населення — 37 осіб (2010; 57 у 2002).
Національний склад (станом на 2002 рік):
- росіяни — 100 %